# Pštrosí algoritmus
„Pštrosí“ algoritmus ve skutečnosti žádným algoritmem není. V oblasti počítačů se tento termín používá pro označení programovací strategie, kdy se ignorují potenciální problémy, které mohou nastat jen naprosto výjimečně - „strčit hlavu do písku a předstírat, že zde žádný problém není“. Tato strategie ovšem předpokládá, že případné výskyty daného problému přinesou nižší náklady než snaha problému předejít.
Pštrosí algoritmus se může používat například v souvislosti s deadlocky v paralelním programování - pokud jsou deadlocky považovány za naprosto ojedinělé, a přitom náklady na detekci nebo prevenci jsou vysoké. Většina moderních operačních systémů, jako Unix nebo Microsoft Windows, používá tuto strategii (pokud dojde k deadlocku, musí si to uživatel ošetřit sám tak, že některý z procesů násilně ukončí a tím kruh čekání přeruší).
Tento přístup je možné také využívat u systémů tzv. „na klíč“, kdy je programové vybavení vytvářeno přesně na míru požadované úloze a programové vybavení není šířeno jako běžná aplikace. Potom je možné se zaměřit pouze na ošetření stavů, které mohou v systému reálně nastat, a není třeba řešit všechny stavy, které by mohly nastat v jiné instalaci na jiném počítači.